# Lista de capítulos de Saint Seiya: The Lost Canvas
O mangá Saint Seiya: The Lost Canvas escrito e ilustrado por Shiori Teshirogi, foi publicado pela editora Akita Shoten na revista Weekly Shonen Champion. O mangá é um spin-off da série Saint Seiya de autoria de Masami Kurumada. O primeiro capítulo de The Lost Canvas foi publicado em agosto de 2006 e a publicação encerrou em abril de 2011 no capítulo 223, contando com 25 volumes. Nesta página, os capítulos estão listados por volume, com seus respectivos títulos originais (títulos originais na coluna secundária, os volumes de The Lost Canvas não são titulados).
No Brasil, é licenciado pela editora JBC, e foi publicado entre agosto de 2007 e fevereiro de 2012.

## Volumes
| 1. Dias Perdidos (失われし日々, Ushinawareshi Hibi) 2. É uma Promessa!! (約束だ!!, Yakusoku da!!) 3. O Adorno do Reencontro (再会の花輪, Saikai no Hanawa) 4. Derrota (敗北, Haiboku) 5. Catedral (大聖堂, Daiseidō) | 1. Despertar (覚醒, Kakusei) |

| 1. Irmãos de Armas (同胞, Dōhō) 2. Reencontro (再会, Saikai) 3. Separação (決別, Ketsubetsu) 4. Sortilégio Diabólico (魔城, Majō) 5. Estrelas Maléficas (魔星たち, Maseitachi) | 1. Guerreira Misteriosa (謎の戦士, Nazo no Senshi) 2. Jamir (ジャーミル, Jamīru) 3. Colina do Yomotsu (黄泉比良坂, Yomotsu Hirasaka) 4. Coação (拘束, Kōsoku) |

| 1. Companheiros (仲間, Nakama) 2. Manipulador de Marionetes (傀儡使い, Kugutsu Tsukai) 3. Rosas Venenosas (毒薔薇, Doku Bara) 4. Imunidade (耐毒, Rejisuto) 5. Indomável (孤高, Kokō) | 1. Despetalar da Rosa (散華, Sange) 2. Flores e Chuva (花と雨, Hana to Ame) 3. Funeral Florido (花葬列, Hana Sōretsu) 4. As Duas Notícias (二つの知らせ, Futatsu no Shirase) |

| 1. Inferno (冥界, Meikai) 2. Encontro Inesperado (邂逅, Kaikō) 3. Grande Pecador (大罪人, Daizainin) 4. Razão (理, Kotowari) 5. Tesouro do Céu (天舞宝輪, Tenbu Hōrin) | 1. Mokurenji (木欒子, Mokurenji) 2. Retorno a Vida (生還, Seikan) 3. Essência do Cosmo (小宇宙の真髄, Kosumo no Shinsui) 4. Guerreiros Imortais (不死の戦士, Fushi no Senshi) |

| 1. Vicissitudes (流転, Ruten) 2. Aldebaran (巨星, Arudebaran) 3. Guerreiro Feroz (凶戦士, Kyōsenshi) 4. Chamas Negras (黒い炎, Kuroi Honō) 5. Chamas Velozes (迅炎, Den'en) | 1. Ineficaz!! (効かん!!, Kikan!!) 2. Solidão (孤独, Kodoku) 3. Lamentação (慟哭, Dōkoku) 4. A Chegada (降臨, Kōrin) |

| 1. Retorno (帰還, Kikan) 2. Deus e Humano (神と人, Kami to Hito) 3. Terra Selada (封印の地, Fūin no Chi) 4. Pandora (パンドラ, Pandora) 5. Lost Canvas (ロストキャンバス, Rosuto Kyanbasu) | 1. Sombras (影, Kage) 2. Assassinos (刺客, Shikaku) 3. Vivam Bravamente!! (強く生きろ!!, Tsuyoku Ikiro!!) 4. Mau Presságio (不穏の兆し, Fuon no Kizashi) |

| 1. Decisão (決意, Ketsui) 2. Aprisionamento (幽閉, Yūhei) 3. Jornada (旅立ち, Tabidachi) 4. Dois Deuses (二神, Nijin) 5. Floresta da Morte (死の森, Shi no Mori) | 1. Tentação (誘惑, Yūwaku) 2. Não Vou Fugir! (逃げねぇ!, Nigenee!) 3. Manipuladora de Mortos (死人使い, Shijin Tsukai) 4. Rainha das Moscas (蠅の女王, Hae no Joō) |

| 1. Ataque Veloz! (速攻!, Sokkō!) 2. Fogo Selvagem (鬼火, Onibi) 3. Intromissão! (突入!, Totsunyū!) 4. Deuses e Peões (神と駒, Kami to Koma) 5. Mestre e Discípulo (師弟, Shitei) | 1. Lembranças (走馬灯, Sōmatō) 2. Fúria Divina (荒神, Aragami) 3. Corpo Perdido (渾身, Konshin) 4. Estratagema (一念, Ichinen) |

| 1. Desejos Confiados (託された想い, Takusareta Omoi) 2. Dilacerar! (斬撃!, Zangeki!) 3. Linhagem dos Sonhos (夢の眷族, Yume no Kenzoku) 4. Mundo dos Sonhos (夢界, Mukai) 5. Desconforto (違和感, Iwakan) | 1. Sentimento Profundo (本心, Honshin) 2. Revanche (再戦, Saisen) 3. Afiando! (研ぎ澄ませ!, Togisumase!) 4. Papoula do Mundo dos Sonhos (夢界の芥子, Mukai no Keshi) |

| 1. Oneiros, o Deus dos Sonhos (夢神オネイロス, Mushin Oneirosu) 2. Quatro Almas (四つの魂, Yottsu no Tamashii) 3. Te Derrubarei! (ぶっ飛べ!, Buttobe!) 4. Caminho da Justiça (大義の道, Taigi no Michi) 5. Combate Unificado (共闘, Kyōtō) | 1. Gatilho (引き金, Hikigane) 2. Dor (痛み, Itami) 3. União para a Vitória (勝利への結束, Shōri e no Kessoku) 4. Clarão (一閃, Issen) |

| 1. Mal (邪悪, Jaaku) 2. Marchando Adiante (決意の出陣, Ketsui no Shutsujin) 3. Novamente o Destino (因縁再び, Innen Futatabi) 4. Obstinação do Guerreiro (戦士の執念, Senshi no Shūnen) 5. Destino Final (因縁決着, Innen Ketchaku) | 1. Deus Distante (遥かな神, Haruka na Kami) 2. Presente Mortal (死の贈り物, Shi no Okurimono) 3. Fuga (活路, Katsuro) 4. Rumo ao Fim (終末の前に, Shūmatsu no Mae ni) |

| 1. O Demônio da Ilha Kanon (カノン島の鬼, Kanon-Tō no Oni) 2. Prova de Fogo (灼熱の試練, Shakunetsu no Shiren) 3. Prova Final (最終課題, Saishū Kadai) 4. Erupção (噴火, Funka) 5. Bluegraad (ブルーグラード, Burūgurādo) | 1. Atlântida (アトランティス, Atorantisu) 2. Ira (怒り, Ikari) 3. Veneno do Escorpião (蠍の毒, Sasori no Doku) 4. A Origem do Poder (力の糧, Chikara no Kate) |

| 1. Coração (心臓, Shinzō) 2. Antares (アンタレス, Antaresu) 3. Reencontro no Fundo do Mar (海底の再会, Kaitei no Saikai) 4. Unity, o General Marina (海闘士ユニティ, Marīna Yuniti) 5. Como um Bom Amigo (親友として, Shin'yū Toshite) | 1. Libertação (解放, Kaihō) 2. Esquife de Gelo (氷の棺, Kōri no Hitsugi) 3. Viver (生きる, Ikiru) 4. Golpe na Velocidade da Luz (光速拳, Kōsoku Ken) |

| 1. Restauração (修復, Shūfuku) 2. Vanguarda (先陣, Senjin) 3. Monstro (化物, Monsutā) 4. Combate de Bestas (野獣激突, Yajū Gekitotsu) 5. Jovem Leão (若獅子, Wakajishi) | 1. Talento Inato (天性, Tensei) 2. Superação (超える, Koeru) 3. Determinação (意地, Iji) 4. Laços (絆, Kizuna) |

| 1. Agora, Unidos (今、一つに, Ima, Hitotsu ni) 2. Cristalização dos Sentimentos (思いの結晶, Omoi no Kesshō) 3. Confronto de Dois Grandes Homens (両雄対峙, Ryōyū Taiji) 4. Barco Negro VS Barco da Esperança (黒船VS希望の船, Kurofune VS Kibō no Fune) 5. Como um Líder (将として, Shō Toshite) | 1. Crueldade (非道, Hidō) 2. Como um Escudo (盾として, Tate Toshite) 3. A Queda da Garuda (カルーダ墜つ, Garūda Otsu) 4. Executora (仕置人, Shiokinin) |

| 1. Decisão (覚悟, Kakugo) 2. Explosão de Vida (命の爆発, Inochi no Bakuhatsu) 3. Ponto Final (終止符, Shūshifu) 4. Final Desejado (望む結末, Nozomu Ketsumatsu) 5. O Templo Demoníaco das Estrelas (星の魔宮, Hoshi no Makyū) | 1. Harpa Demoníaca (魔琴, Makin) 2. Pena da Verdade (真実の羽, Shinjitsu no Hane) 3. Muito Além da Lealdade (貫く忠義, Tsuranuku Chūgi) 4. Ressurgimento (決起, Kekki) |

| 1. Despedida no Mar de Nuvens (雲海の別れ, Unkai no Wakare) 2. Barqueiro (渡し守, Watashimori) 3. O Selo de Athena (女神の封印, Atena no Fūin) 4. Para o Santuário (聖城へ, Sankuchuari e) 5. Armadura de Athena (アテナの聖衣, Atena no Kurosu) | 1. A Arma Mais Poderosa (最強の武器, Saikyō no Buki) 2. Cheiro de Sangue (血の匂い, Chi no Nioi) 3. Vento Envenenado (毒の風, Doku no Kaze) 4. Penas Soliárias (孤高の羽, Kokō no Hane) |

| 1. Disputa pela Armadura (聖衣争奪, Kurosu Sōdatsu) 2. Traidor (裏切り者, Uragirimono) 3. Réplica (模造品, Repurika) 4. Golpe Demoníaco (魔拳, Maken) 5. Assassinato (暗殺劇, Ansatsu Geki) | 1. Pecado (罪, Tsumi) 2. Como um Demônio (鬼の如く, Oni no Gotoku) 3. Incompleto (半端, Hanpa) 4. Aniquilação (消滅, Shōmetsu) |

| 1. Forma Original (あるべき姿, Arubeki Sugata) 2. Mefistofeles (メフィストフェレス, Mefisutoferesu) 3. Pai (父親, Chichioya) 4. Apenas uma Gota (されど一滴, Saredo Itteki) 5. A Dor Humana (人の痛み, Hito no Itami) | 1. Auxílio (救済, Kyūsai) 2. O Devido Lugar (居場所, Ibasho) 3. Hora da Salvação (救済の刻, Kyūsai no Koku) 4. Administração (統治者, Tōchisha) |

| 1. Parque de Diversão (遊戯場, Yūgijō) 2. História Vivida (生きた歴史, Ikita Rekishi) 3. Sucessor (継承者, Keishōsha) 4. Cocytos (氷結地獄, Kokyūtosu) 5. Clamor da História (歴史の咆哮, Rekishi no Hōkō) | 1. Lápide (墓石, Boseki) 2. Dever (役目, Yakume) 3. Hora da Besta (獣の時間, Kemono no Jikan) 4. Demônio das Chamas (炎の魔人, Honō no Majin) |

| 1. Chamas Vermelhas (赤き炎, Akaki Honō) 2. Fênix (不死鳥, Fushichō) 3. Adestramento (調教, Chōkyō) 4. Mestre (主君, Shukun) 5. Lealdade (忠誠, Chūsei) | 1. Como um Espectro (冥闘士として, Supekutā Toshite) 2. Três Contra Três (三対三, San Tai San) 3. Enquanto Houver Vida (生命ある限り, Seimei Aru Kagiri) 4. Dia Cinzento (灰色の日, Hai'iro no Hi) 5. Partita (パルティータ, Parutīta) |

| 1. Olhos da Mãe (母の目, Haha no Me) 2. Decisão (決断, Ketsudan) 3. Sem Proteção (むき出し, Mukidashi) 4. Minha Alma (俺の魂, Ore no Tamashii) 5. Armadura Divina (神聖衣, Goddo Kurosu) | 1. O Caminho a Ser Seguido (進むべき道, Susumu Beki Michi) 2. Memória do Leão (獅子の記憶, Shishi no Kioku) 3. Ilias (イリアス, Iriasu) 4. Dia do Destino (運命の日, Unmei no Hi) |

| 1. Uma Nova Estrela (新しい星, Atarashii Hoshi) 2. Final (究極, Kyūkyoku) 3. Superarei! (超える!, Koeru!) 4. Conversa com a Terra (大地と語る, Daichi to Kataru) 5. Localizador de Pessoas (探し人, Sagashi Jin) | 1. Amor e Tristeza (愛と哀しみ, Ai to Kanashimi) 2. Aquilo que Deve Ser Feito (成すべきこと, Nasu Beki Koto) 3. Só para Estar com Ele (ただ傍に, Tada Hata ni) 4. Athena Entra em Ação (アテナ出撃, Atena Shutsugeki) |

| 1. Futuro (未来, Mirai) 2. Irmãos Demônios (鬼兄弟, Oni Kyōdai) 3. Deus do Tempo (時の神, Toki no Kami) 4. Kairos (カイロス, Kairosu) 5. A Cortina Cai (幕引き, Maku Biki) | 1. Um Humano (一人の人間, Hidari no Ningen) 2. Reunião (集結, Shūketsu) 3. Resposta (答え, Kotae) 4. Alone (アローン, Arōn) |

| 1. Conclusão (結論, Ketsuron) 2. Vozes (声, Koe) 3. Seguir em Frente (真っ直ぐ, Massugu) 4. Para Aqueles Dias! (あの日へ!, Ano Hi e!) 5. Verdadeira Escuridão (真の闇, Shin no Yami) | 1. Luz Dourada (黄金の光, Ōgon no Hikari) 2. Pulseira de Flores Unidas (つながる花輪, Tsunagaru Hanawa) 3. Os 3 Reunidos (3人一緒, San-nin Issho) 4. O Futuro Começa (始まる未来, Hajimaru Mirai) - Omake. 243 Anos Depois (243年後, 243 Nen-go) |